# SŽD-Baureihe Ээл2
Als Baureihe Ээл2 (deutsche Transkription: Eel2, anfangs als Юэ001 nummeriert) wird eine der ersten Diesellokomotiven der Sowjetischen Eisenbahnen (SŽD) bezeichnet. Das Kürzel Ээл2 bezeichnet eine Diesellokomotive mit elektrischer Übertragung und Baureihennummer „2“. 
Sie gilt als die erste betriebstaugliche Streckendiesellokomotive der Welt.

## Geschichte
Das Fahrzeug wurde unter der Leitung und nach den Plänen von Juri Wladimirowitsch Lomonossow in den Werkstätten der Maschinenfabrik Esslingen von 1923 bis Frühjahr 1924 gebaut. Lomonossow stand für die Herstellung der Lokomotive zunächst mit der Aktiengesellschaft für Lokomotivbau Hohenzollern in Verbindung. Zur Entstehungsgeschichte heißt es: „Lomonossow bestellte schließlich auf eigene Faust bei der Hohenzollern AG in Düsseldorf. Das Vorgehen wurde nachträglich vom Rat der Volkskommissare gebilligt. Als aber 1923 die Ruhrbesetzung begann, traf Lomonossow mit Hohenzollern ein zusätzliches Abkommen, wonach der Bau seines Lieblingskindes – der dieselelektrischen Lokomotive – der Maschinenfabrik Esslingen übertragen wurde.“

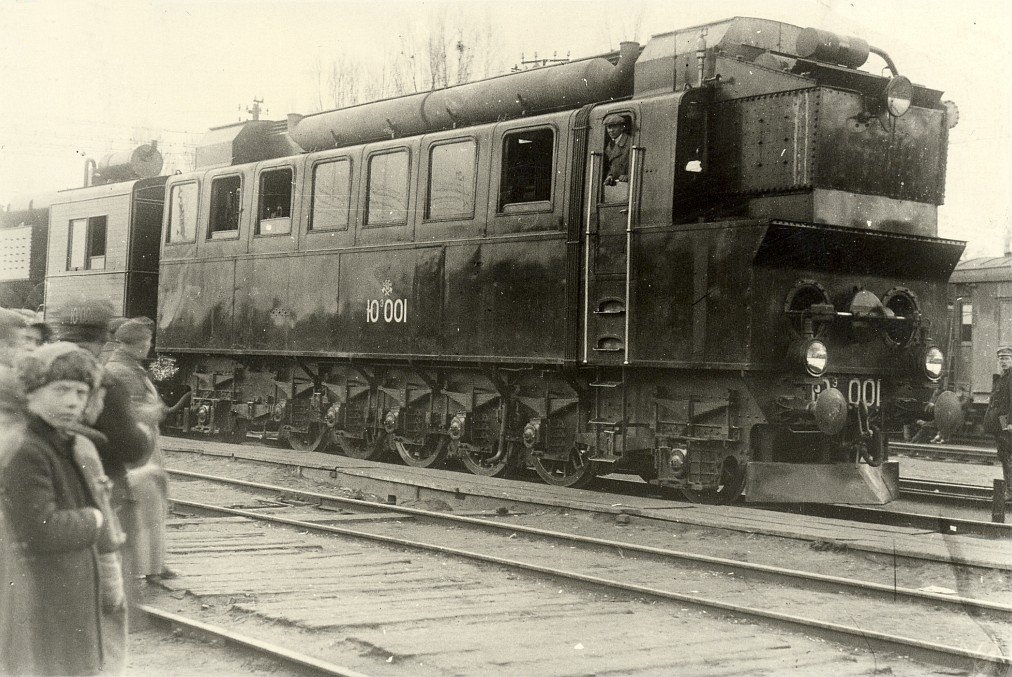
Ю^{э}001, Vorbauseite (ebenfalls Kiew, 1928)

Bei ersten Tests zeigten sich einige Schwachpunkte in der Konstruktion, die dann behoben wurden. Ab Februar 1925 wurde die Ээл2 nach umfangreichen Versuchsfahrten regulär im Betrieb der SŽD eingesetzt.
Obwohl die Bauart nicht in die Serienfertigung ging, war sie die Grundlage für weitere Reihen von Diesellokomotiven der SŽD.
Ein direkter Nachfolger war die SŽD-Baureihe Ээл, von der insgesamt 46 Stück in Serie gefertigt wurden. Sie unterschied sich äußerlich vor allem durch ein zweiachsiges Laufdrehgestell an Stelle der einzelnen Laufachse unter dem Vorbau und hatte damit die Achsfolge 2’Eo1’. Außerdem wurde ein leistungsstärkerer Dieselmotor verwendet.